# O Segredo dos Amuletos
O Segredo dos Amuletos - O Começo… é o primeiro volume de uma série de livros escrito por Sandra Martins Modesto, Luan Cardoso de Carvalho, Matheus Mendes da Silva, Paulo Giordan de Oliveira e Thais Mariano de Sousa. O Segredo dos Amuletos será uma série com 10 volumes.
O Primeiro livro da saga foi lançado no dia 18 de setembro de 2009 em uma cerimônia na Diretoria de Ensino Norte 2 aonde os autores autografaram os livro. O evento contou com a presença da Dirigente Regional Senhora Maria José Valenzin e do Secretario da Educação Paulo Renato Souza e de vários diretores de outras escolas do Estado que prestigiaram o evento.

## História
A História se passa em São Paulo, nos dias atuais e tem como fio condutor a vida de Marcelo um garoto de 11 anos que descobre ter um amuleto com poderes mágicos em seu pescoço.Ele terá de enfrentar muitos desafios e decidir se vai salvar o mundo ou destruí-lo. A jornada desse menino está apenas começando.

## Os Amuletos
Os Amuletos são pedras poderosas que dão poder ao usuario. O Amuleto central foi o primeiro a ser criado. O Amuleto central pertence a Marcelo.
Historia dos Amuletos
No início havia uma rainha, que temia pela duração do reinado de seu único filho, precisava faze-lo poderoso, então convocou todos os sábios possíveis para que eles criassem algo que protegesse, acima de tudo o filho amado.
Todos passaram a criar objetos que ela denominou “Amuletos”, mas ela ainda achava-os fracos e passou a oferecer sacrifícios aos senhores da Terra dos Mortos em troca da criação desse amuleto poderosíssimo.
Foram criados 3 amuletos, todos os três muito poderosos, mas não o suficiente para contentar a rainha.
Os sábios continuavam criando amuletos e muitos foram mortos por não alcançarem a perfeição que ela esperava.
Até que apareceu um homem, que havia passado, segundo diziam, toda a sua vida recluso em uma caverna, ele prometeu a rainha criar o amuleto que uniria todos os elementos da terra, em troca de ajuda em uma batalha.
E o homem saiu pelos quatro cantos da terra recolhendo elementos, que representavam tudo que existe na terra, uniu tudo isso dentro de seu amuleto e passou a visitar a rainha dezenas de vezes, a noite. A rainha não mais saia durante o dia e esperava pelo moço nas horas tardes da noite. Ele todas as noites ia confeccionando o amuleto, ao mesmo tempo em que ia se apaixonando perdidamente pela jovem rainha. O rei muito velho, começa a notar que a ligação entre o rapaz e sua rainha, não é puramente a criação do amuleto e decide que assim que a pedra de poder da rainha estiver pronta, ele mesmo mataria o moço.
O Rapazas assim que anuncia o fim da confecção do amuleto é surpreendido por guardas da coroa, eles após uma batalha ramcam o amuleto do pescoço dele e o prendem.
O rei o condena à execução. A rainha entra em pânico, coloca o amuleto em seu próprio pescoço e parte para resgatar seu único amor.
Chegando na prisão, ela vê seu único amor bastante debilitado e machucado, o homem está quase morrendo. Ela corta seu cabelo e enlaça-o, num emaranhado de fios que coloca no pescoço de Nalu para protege-lo.Ela liberta-o que foge para longe.
Logo depois, o rei fica sabendo de sua atitude e obriga a rainha a tomar cianureto, o príncipe recebe o amuleto, ele tem 15 anos e o rei o convence a invadir a caverna e matar o assassino de sua mãe.
O príncipe tomado de fúria, reúne os amuletos da terra criados anteriormente e vai em busca de vingança. Entra na caverna e descobre o portal para a Lua, em uma batalha sangrenta, termina por vencer e ficar frente a frente com o último habitante da lua, Nalu, Nalu conta a verdade e o leva a Terra dos Mortos para falar com sua mãe, em troca disso Nalu perde a sua liberdade e passa a servir a Corum, senhor da “Terra dos Mortos”. O Príncipe retorna e foge do reino de seu pai, levando consigo o “Amuleto Central”, passa a viver escondido, mas quando completa 18 anos seu pai o encontra e trava-se uma luta, o rei deseja acima de tudo o amuleto.
Ele mata seu pai e assume o reinado, que foi o mais prospero da Mesopotâmia, o amuleto passa de descendente para descendente, mas na quarta geração o rei, percebe que seu reinado não terá continuidade, pois não tem nenhum filho homem, assim por medo de que esse poder passe as mãos de outros povos que os escravizem, ele resolve distribuir os amuletos pelo mundo.

## Sinopse
Livro 1
Uma vida pacata com seu pai, amigos e amores. Quem não sonharia com isso?
Quem diria que o destino do mundo estaria nas mãos de um simples garoto de 11 anos, que se descobre portador de um amuleto capaz de destruir ou salvar o mundo.
Marcelo começa a fazer inúmeras descobertas sobre seu próprio poder e sobre sua família, mas antes que ele possa novamente ser feliz terá que travar uma batalha com um homem que é o “Senhor do mal” e talvez enfrentar quem ele menos espera… Será que esse menino controlará todo esse poder?
O segredo dos Amuletos – o começo, conta o início da trajetória de alguém que se transformará em um grande herói.